# Natação no Campeonato Europeu de Esportes Aquáticos de 2022 - 100 m costas feminino
A prova dos 100 metros nado costas feminino da natação no Campeonato Europeu de Esportes Aquáticos de 2022 ocorreu nos dias 15 e 16 de agosto no Foro Italico, em Roma na Itália. 

## Calendário
| Fase          | Data         | Hora  |
| ------------- | ------------ | ----- |
| Eliminatórias | 15 de agosto | 09:24 |
| Semifinal     | 15 de agosto | 18:20 |
| Final         | 16 de agosto | 19:46 |

Todos os horários estão no horário local (UTC+1)

## Recordes
Antes desta competição, os recordes eram os seguintes:
|                       | Nadadora        | Tempo | Local     | Data                |
| --------------------- | --------------- | ----- | --------- | ------------------- |
| Recorde mundial       | Kaylee McKeown  | 57.45 | Adelaide  | 15 de junho de 2021 |
| Recorde europeu       | Kathleen Dawson | 58.08 | Budapeste | 23 de maio de 2021  |
| Recorde do campeonato | Kathleen Dawson | 58.08 | Budapeste | 23 de maio de 2021  |

## Medalhistas
| Ouro                      | Prata             | Bronze               |
| Margherita Panziera (ITA) | Medi Harris (GBR) | Kira Toussaint (NED) |

## Resultados

### Eliminatórias
Esses foram os resultados das eliminatórias.
| Pos. | Bateria | Raia | Nadadora              | Nacionalidade | Tempo   | Notas |
| ---- | ------- | ---- | --------------------- | ------------- | ------- | ----- |
| 1    | 4       | 4    | Kira Toussaint        | Países Baixos | 59.59   | Q     |
| 2    | 2       | 4    | Medi Harris           | Reino Unido   | 1:00.15 | Q     |
| 3    | 3       | 2    | Silvia Scalia         | Itália        | 1:00.28 | Q     |
| 4    | 3       | 4    | Margherita Panziera   | Itália        | 1:00.33 | Q     |
| 5    | 3       | 5    | Emma Terebo           | França        | 1:00.52 | Q     |
| 6    | 4       | 2    | Pauline Mahieu        | França        | 1:00.53 | Q     |
| 7    | 4       | 7    | Simona Kubová         | Chéquia       | 1:00.66 | Q     |
| 8    | 2       | 1    | Camila Rebelo         | Portugal      | 1:00.94 | Q,    |
| 9    | 4       | 5    | Maaike de Waard       | Países Baixos | 1:01.14 | Q     |
| 10   | 2       | 3    | Analia Pigrée         | França        | 1:01.24 |       |
| 11   | 3       | 6    | Federica Toma         | Itália        | 1:01.32 |       |
| 12   | 2       | 5    | Mary-Ambre Moluh      | França        | 1:01.33 |       |
| 13   | 3       | 1    | Roos Vanotterdijk     | Bélgica       | 1:01.39 | Q     |
| 14   | 3       | 7    | Hanna Rosvall         | Suécia        | 1:01.47 | Q     |
| 15   | 4       | 3    | Paulina Peda          | Polónia       | 1:01.60 | Q     |
| 16   | 2       | 7    | Dóra Molnár           | Hungria       | 1:01.62 | Q     |
| 17   | 3       | 8    | Rafaela Azevedo       | Portugal      | 1:01.78 | Q     |
| 18   | 4       | 6    | Ingeborg Løyning      | Noruega       | 1:01.84 | Q     |
| 19   | 1       | 6    | Laura Bernat          | Polónia       | 1:02.03 | Q     |
| 20   | 4       | 0    | Carmen Weiler         | Espanha       | 1:02.08 |       |
| 21   | 2       | 6    | Danielle Hill         | Irlanda       | 1:02.15 |       |
| 22   | 4       | 8    | África Zamorano       | Espanha       | 1:02.17 |       |
| 23   | 2       | 8    | Lotte Hosper          | Países Baixos | 1:02.28 |       |
| 24   | 4       | 1    | Lauren Cox            | Reino Unido   | 1:02.31 |       |
| 25   | 4       | 9    | Johanna Roas          | Alemanha      | 1:02.48 |       |
| 26   | 2       | 0    | Eszter Szabó-Feltóthy | Hungria       | 1:02.63 |       |
| 27   | 1       | 4    | Daryna Zevina         | Ucrânia       | 1:02.70 |       |
| 28   | 2       | 2    | Nina Kost             | Suíça         | 1:02.71 |       |
| 29   | 1       | 7    | Gabriela Georgieva    | Bulgária      | 1:02.87 |       |
| 30   | 1       | 2    | Nika Sharafutdinova   | Ucrânia       | 1:02.95 |       |
| 31   | 3       | 9    | Lena Grabowski        | Áustria       | 1:03.32 |       |
| 32   | 1       | 3    | Karoline Sørensen     | Dinamarca     | 1:03.40 |       |
| 33   | 2       | 9    | Aleksa Gold           | Estónia       | 1:04.15 |       |
| 34   | 1       | 5    | Alicia Wilson         | Reino Unido   | DNS     | DNS   |
| 34   | 3       | 0    | Theodora Drakou       | Grécia        | DNS     | DNS   |
| 34   | 3       | 3    | Louise Hansson        | Suécia        | DNS     | DNS   |

### Semifinal
Esses foram os resultados das semifinais. 
| Pos. | Bateria | Raia | Nadadora            | Nacionalidade | Tempo   | Notas            |
| ---- | ------- | ---- | ------------------- | ------------- | ------- | ---------------- |
| 1    | 1       | 5    | Margherita Panziera | Itália        | 59.72   | Q                |
| 2    | 1       | 3    | Pauline Mahieu      | França        | 59.75   | Q                |
| 3    | 2       | 2    | Maaike de Waard     | Países Baixos | 59.89   | Q                |
| 4    | 1       | 4    | Medi Harris         | Reino Unido   | 1:00.03 | q                |
| 5    | 2       | 5    | Silvia Scalia       | Itália        | 1:00.04 | Q                |
| 6    | 2       | 4    | Kira Toussaint      | Países Baixos | 1:00.10 | q                |
| 7    | 2       | 3    | Emma Terebo         | França        | 1:00.35 | q                |
| 8    | 2       | 6    | Simona Kubová       | Chéquia       | 1:00.38 | q                |
| 9    | 1       | 6    | Camila Rebelo       | Portugal      | 1:00.66 | Recorde nacional |
| 10   | 2       | 7    | Hanna Rosvall       | Suécia        | 1:00.83 |                  |
| 11   | 1       | 7    | Paulina Peda        | Polónia       | 1:00.87 |                  |
| 12   | 2       | 1    | Dóra Molnár         | Hungria       | 1:01.13 |                  |
| 13   | 1       | 1    | Rafaela Azevedo     | Portugal      | 1:01.56 |                  |
| 14   | 1       | 2    | Roos Vanotterdijk   | Bélgica       | 1:01.61 |                  |
| 15   | 1       | 8    | Laura Bernat        | Polónia       | 1:01.73 |                  |
| 16   | 2       | 8    | Ingeborg Løyning    | Noruega       | 1:02.23 |                  |

### Final
Esse foi o resultado da final. 
| Pos.              | Raia | Nadadora            | Nacionalidade | Tempo   | Notas |
| ----------------- | ---- | ------------------- | ------------- | ------- | ----- |
| Medalha de ouro   | 4    | Margherita Panziera | Itália        | 59.40   |       |
| Medalha de prata  | 6    | Medi Harris         | Reino Unido   | 59.46   |       |
| Medalha de bronze | 7    | Kira Toussaint      | Países Baixos | 59.53   |       |
| 4                 | 5    | Pauline Mahieu      | França        | 1:00.00 |       |
| 5                 | 2    | Silvia Scalia       | Itália        | 1:00.12 |       |
| 6                 | 1    | Emma Terebo         | França        | 1:00.40 |       |
| 7                 | 8    | Simona Kubová       | Chéquia       | 1:00.50 |       |
| 8                 | 3    | Maaike de Waard     | Países Baixos | 1:00.54 |       |

Legenda
| Recorde mundial       | Recorde mundial (World record)               |                       | Recorde africano                      | Recorde africano (African) |                                           | Q | Classificado por posição (Qualified) |
| Recorde do campeonato | Recorde do campeonato (Championship record)  | Recorde da América    | Recorde da América (Americas)         | q                          | Classificado por melhor tempo (Qualified) |   |                                      |
| Melhor marca do ano   | Melhor marca do ano (World leading)          | Recorde asiático      | Recorde asiático (Asian)              | DNS                        | Não largou (Did not start)                |   |                                      |
| Recorde nacional      | Recorde nacional (National record)           | Recorde europeu       | Recorde europeu (European)            | DNF                        | Não terminou (Did not finish)             |   |                                      |
| Recorde pessoal       | Recorde pessoal do atleta (Personal best)    | Recorde da Oceania    | Recorde da Oceania (Oceania)          | DSQ / DQ                   | Desclassificado (Disqualified)            |   |                                      |
| Recorde da temporada  | Recorde da temporada do atleta (Season best) | Recorde sul-americano | Recorde sul-americano (South America) | NM                         | Sem marca (No mark)                       |   |                                      |